# الساندرو اسکانزیانی
الساندرو اسکانزیانی (انگلیسی: Alessandro Scanziani؛ زادهٔ ۲۳ مارس ۱۹۵۳) بازیکن فوتبال اهل ایتالیا است.
از باشگاه‌هایی که در آن بازی کرده‌است می‌توان به باشگاه فوتبال اینتر میلان، باشگاه فوتبال آسکولی، باشگاه فوتبال سمپدوریا، باشگاه فوتبال جنوآ، باشگاه فوتبال کومو، باشگاه فوتبال لیورنو، و باشگاه فوتبال اتلتیکو آرتزو اشاره کرد.